# 28512 Tanyuan
28512 Tanyuan este un asteroid din centura principală de asteroizi.

## Descriere
28512 Tanyuan este un asteroid din centura principală de asteroizi. A fost descoperit pe 6 februarie 2000 la Socorro, New Mexico, în cadrul proiectului LINEAR. Asteroidul prezintă o orbită caracterizată de o semiaxă mare de 2,62 ua, o excentricitate de 0,15 și o înclinație de 3,6° în raport cu ecliptica.